# 马里乌什·尤尔凯维奇
马里乌什·尤尔凯维奇（波蘭語：Mariusz Jurkiewicz，1982年2月3日—），生于卢宾，波兰男子手球运动员。他曾代表波兰国家队参加2016年夏季奥林匹克运动会手球比赛，获得第4名。